# Кулеше-Косьцельне
Куле́ше-Косьце́льне (пол. Kulesze Kościelne) — деревня в Высокомазовецком повете Подляского воеводства Польши. Административный центр гмины Кулеше-Косцельне. Находится примерно в 11 км к северу от города Высоке-Мазовецке. По данным переписи 2011 года, в деревне проживало 372 человека.
В деревне есть администрация гмины, начальная школа и гимназия, банк, заправочная станция, пожарная часть, костёл святого Варфоломея.